# Scolopacidae
Gli scolopacidi (Scolopacidae Vigors, 1825) sono una famiglia di uccelli prevalentemente acquatici, tranne rare eccezioni, tra cui la principale è rappresentata dalla beccaccia.

## Descrizione
Hanno zampe piuttosto lunghe, a volte vistosamente lunghe, ali appuntite, facilmente riconoscibili in volo, becchi lunghi e sottili. I piumaggi sono vari, e cambiano nel corso dell'anno, perciò per un'accurata identificazione di specie affini (ad esempio Tringa ochropus e Tringa glareola) occorre una valutazione dei disegni alari nonché delle barrature, degli specchi alari e dei disegni del groppone e della coda.

## Biologia
La maggior parte degli scolopacidi sono uccelli gregari, tranne che durante il periodo di riproduzione. Fa eccezione la beccaccia (Scolopax rusticola), che è un uccello solitario. Di solito nidificano sul terreno, a volte alcuni si riuniscono in grossi stuoli lungo la riva del mare.

## Tassonomia
|  | Bartramia – piro-piro codalunga |
|  |                                 |
|  | Numenius – chiurlo (9 specie)   |
|  |                                 |

|  | Arenaria – voltapietre (2 specie) |
|  |                                   |
|  | Calidris – piovanello (24 specie) |
|  |                                   |

|  | Scolopax – beccaccia (8 specie)                                                                             |
|  | |
|  | \| \| Coenocorypha – beccaccino (3 specie) \| \| \| \| \| \| Gallinago – beccaccino (18 specie) \| \| \| \| |
|  | |
|  | Coenocorypha – beccaccino (3 specie)                                                                        |
|  | |
|  | Gallinago – beccaccino (18 specie)                                                                          |
|  | |

|  | Coenocorypha – beccaccino (3 specie) |
|  |                                      |
|  | Gallinago – beccaccino (18 specie)   |
|  |                                      |

|  | Scolopax – beccaccia (8 specie)                                                                             |
|  | |
|  | \| \| Coenocorypha – beccaccino (3 specie) \| \| \| \| \| \| Gallinago – beccaccino (18 specie) \| \| \| \| |
|  | |
|  | Coenocorypha – beccaccino (3 specie)                                                                        |
|  | |
|  | Gallinago – beccaccino (18 specie)                                                                          |
|  | |

|  | Coenocorypha – beccaccino (3 specie) |
|  |                                      |
|  | Gallinago – beccaccino (18 specie)   |
|  |                                      |

|  | Xenus – piro-piro di Terek       |
|  |                                  |
|  | Phalaropus – folaropo (3 specie) |
|  |                                  |

|  | Actitis – (2 specie) |
|  |                      |
|  | Tringa – (13 specie) |
|  |                      |

|  | Xenus – piro-piro di Terek       |
|  |                                  |
|  | Phalaropus – folaropo (3 specie) |
|  |                                  |

|  | Actitis – (2 specie) |
|  |                      |
|  | Tringa – (13 specie) |
|  |                      |

|  | Scolopax – beccaccia (8 specie)                                                                             |
|  | |
|  | \| \| Coenocorypha – beccaccino (3 specie) \| \| \| \| \| \| Gallinago – beccaccino (18 specie) \| \| \| \| |
|  | |
|  | Coenocorypha – beccaccino (3 specie)                                                                        |
|  | |
|  | Gallinago – beccaccino (18 specie)                                                                          |
|  | |

|  | Coenocorypha – beccaccino (3 specie) |
|  |                                      |
|  | Gallinago – beccaccino (18 specie)   |
|  |                                      |

|  | Scolopax – beccaccia (8 specie)                                                                             |
|  | |
|  | \| \| Coenocorypha – beccaccino (3 specie) \| \| \| \| \| \| Gallinago – beccaccino (18 specie) \| \| \| \| |
|  | |
|  | Coenocorypha – beccaccino (3 specie)                                                                        |
|  | |
|  | Gallinago – beccaccino (18 specie)                                                                          |
|  | |

|  | Coenocorypha – beccaccino (3 specie) |
|  |                                      |
|  | Gallinago – beccaccino (18 specie)   |
|  |                                      |

|  | Xenus – piro-piro di Terek       |
|  |                                  |
|  | Phalaropus – folaropo (3 specie) |
|  |                                  |

|  | Actitis – (2 specie) |
|  |                      |
|  | Tringa – (13 specie) |
|  |                      |

|  | Xenus – piro-piro di Terek       |
|  |                                  |
|  | Phalaropus – folaropo (3 specie) |
|  |                                  |

|  | Actitis – (2 specie) |
|  |                      |
|  | Tringa – (13 specie) |
|  |                      |

|  | Arenaria – voltapietre (2 specie) |
|  |                                   |
|  | Calidris – piovanello (24 specie) |
|  |                                   |

|  | Scolopax – beccaccia (8 specie)                                                                             |
|  | |
|  | \| \| Coenocorypha – beccaccino (3 specie) \| \| \| \| \| \| Gallinago – beccaccino (18 specie) \| \| \| \| |
|  | |
|  | Coenocorypha – beccaccino (3 specie)                                                                        |
|  | |
|  | Gallinago – beccaccino (18 specie)                                                                          |
|  | |

|  | Coenocorypha – beccaccino (3 specie) |
|  |                                      |
|  | Gallinago – beccaccino (18 specie)   |
|  |                                      |

|  | Scolopax – beccaccia (8 specie)                                                                             |
|  | |
|  | \| \| Coenocorypha – beccaccino (3 specie) \| \| \| \| \| \| Gallinago – beccaccino (18 specie) \| \| \| \| |
|  | |
|  | Coenocorypha – beccaccino (3 specie)                                                                        |
|  | |
|  | Gallinago – beccaccino (18 specie)                                                                          |
|  | |

|  | Coenocorypha – beccaccino (3 specie) |
|  |                                      |
|  | Gallinago – beccaccino (18 specie)   |
|  |                                      |

|  | Xenus – piro-piro di Terek       |
|  |                                  |
|  | Phalaropus – folaropo (3 specie) |
|  |                                  |

|  | Actitis – (2 specie) |
|  |                      |
|  | Tringa – (13 specie) |
|  |                      |

|  | Xenus – piro-piro di Terek       |
|  |                                  |
|  | Phalaropus – folaropo (3 specie) |
|  |                                  |

|  | Actitis – (2 specie) |
|  |                      |
|  | Tringa – (13 specie) |
|  |                      |

|  | Scolopax – beccaccia (8 specie)                                                                             |
|  | |
|  | \| \| Coenocorypha – beccaccino (3 specie) \| \| \| \| \| \| Gallinago – beccaccino (18 specie) \| \| \| \| |
|  | |
|  | Coenocorypha – beccaccino (3 specie)                                                                        |
|  | |
|  | Gallinago – beccaccino (18 specie)                                                                          |
|  | |

|  | Coenocorypha – beccaccino (3 specie) |
|  |                                      |
|  | Gallinago – beccaccino (18 specie)   |
|  |                                      |

|  | Scolopax – beccaccia (8 specie)                                                                             |
|  | |
|  | \| \| Coenocorypha – beccaccino (3 specie) \| \| \| \| \| \| Gallinago – beccaccino (18 specie) \| \| \| \| |
|  | |
|  | Coenocorypha – beccaccino (3 specie)                                                                        |
|  | |
|  | Gallinago – beccaccino (18 specie)                                                                          |
|  | |

|  | Coenocorypha – beccaccino (3 specie) |
|  |                                      |
|  | Gallinago – beccaccino (18 specie)   |
|  |                                      |

|  | Xenus – piro-piro di Terek       |
|  |                                  |
|  | Phalaropus – folaropo (3 specie) |
|  |                                  |

|  | Actitis – (2 specie) |
|  |                      |
|  | Tringa – (13 specie) |
|  |                      |

|  | Xenus – piro-piro di Terek       |
|  |                                  |
|  | Phalaropus – folaropo (3 specie) |
|  |                                  |

|  | Actitis – (2 specie) |
|  |                      |
|  | Tringa – (13 specie) |
|  |                      |

|  | Arenaria – voltapietre (2 specie) |
|  |                                   |
|  | Calidris – piovanello (24 specie) |
|  |                                   |

|  | Scolopax – beccaccia (8 specie)                                                                             |
|  | |
|  | \| \| Coenocorypha – beccaccino (3 specie) \| \| \| \| \| \| Gallinago – beccaccino (18 specie) \| \| \| \| |
|  | |
|  | Coenocorypha – beccaccino (3 specie)                                                                        |
|  | |
|  | Gallinago – beccaccino (18 specie)                                                                          |
|  | |

|  | Coenocorypha – beccaccino (3 specie) |
|  |                                      |
|  | Gallinago – beccaccino (18 specie)   |
|  |                                      |

|  | Scolopax – beccaccia (8 specie)                                                                             |
|  | |
|  | \| \| Coenocorypha – beccaccino (3 specie) \| \| \| \| \| \| Gallinago – beccaccino (18 specie) \| \| \| \| |
|  | |
|  | Coenocorypha – beccaccino (3 specie)                                                                        |
|  | |
|  | Gallinago – beccaccino (18 specie)                                                                          |
|  | |

|  | Coenocorypha – beccaccino (3 specie) |
|  |                                      |
|  | Gallinago – beccaccino (18 specie)   |
|  |                                      |

|  | Xenus – piro-piro di Terek       |
|  |                                  |
|  | Phalaropus – folaropo (3 specie) |
|  |                                  |

|  | Actitis – (2 specie) |
|  |                      |
|  | Tringa – (13 specie) |
|  |                      |

|  | Xenus – piro-piro di Terek       |
|  |                                  |
|  | Phalaropus – folaropo (3 specie) |
|  |                                  |

|  | Actitis – (2 specie) |
|  |                      |
|  | Tringa – (13 specie) |
|  |                      |

|  | Scolopax – beccaccia (8 specie)                                                                             |
|  | |
|  | \| \| Coenocorypha – beccaccino (3 specie) \| \| \| \| \| \| Gallinago – beccaccino (18 specie) \| \| \| \| |
|  | |
|  | Coenocorypha – beccaccino (3 specie)                                                                        |
|  | |
|  | Gallinago – beccaccino (18 specie)                                                                          |
|  | |

|  | Coenocorypha – beccaccino (3 specie) |
|  |                                      |
|  | Gallinago – beccaccino (18 specie)   |
|  |                                      |

|  | Scolopax – beccaccia (8 specie)                                                                             |
|  | |
|  | \| \| Coenocorypha – beccaccino (3 specie) \| \| \| \| \| \| Gallinago – beccaccino (18 specie) \| \| \| \| |
|  | |
|  | Coenocorypha – beccaccino (3 specie)                                                                        |
|  | |
|  | Gallinago – beccaccino (18 specie)                                                                          |
|  | |

|  | Coenocorypha – beccaccino (3 specie) |
|  |                                      |
|  | Gallinago – beccaccino (18 specie)   |
|  |                                      |

|  | Xenus – piro-piro di Terek       |
|  |                                  |
|  | Phalaropus – folaropo (3 specie) |
|  |                                  |

|  | Actitis – (2 specie) |
|  |                      |
|  | Tringa – (13 specie) |
|  |                      |

|  | Xenus – piro-piro di Terek       |
|  |                                  |
|  | Phalaropus – folaropo (3 specie) |
|  |                                  |

|  | Actitis – (2 specie) |
|  |                      |
|  | Tringa – (13 specie) |
|  |                      |

|  | Arenaria – voltapietre (2 specie) |
|  |                                   |
|  | Calidris – piovanello (24 specie) |
|  |                                   |

|  | Scolopax – beccaccia (8 specie)                                                                             |
|  | |
|  | \| \| Coenocorypha – beccaccino (3 specie) \| \| \| \| \| \| Gallinago – beccaccino (18 specie) \| \| \| \| |
|  | |
|  | Coenocorypha – beccaccino (3 specie)                                                                        |
|  | |
|  | Gallinago – beccaccino (18 specie)                                                                          |
|  | |

|  | Coenocorypha – beccaccino (3 specie) |
|  |                                      |
|  | Gallinago – beccaccino (18 specie)   |
|  |                                      |

|  | Scolopax – beccaccia (8 specie)                                                                             |
|  | |
|  | \| \| Coenocorypha – beccaccino (3 specie) \| \| \| \| \| \| Gallinago – beccaccino (18 specie) \| \| \| \| |
|  | |
|  | Coenocorypha – beccaccino (3 specie)                                                                        |
|  | |
|  | Gallinago – beccaccino (18 specie)                                                                          |
|  | |

|  | Coenocorypha – beccaccino (3 specie) |
|  |                                      |
|  | Gallinago – beccaccino (18 specie)   |
|  |                                      |

|  | Xenus – piro-piro di Terek       |
|  |                                  |
|  | Phalaropus – folaropo (3 specie) |
|  |                                  |

|  | Actitis – (2 specie) |
|  |                      |
|  | Tringa – (13 specie) |
|  |                      |

|  | Xenus – piro-piro di Terek       |
|  |                                  |
|  | Phalaropus – folaropo (3 specie) |
|  |                                  |

|  | Actitis – (2 specie) |
|  |                      |
|  | Tringa – (13 specie) |
|  |                      |

|  | Scolopax – beccaccia (8 specie)                                                                             |
|  | |
|  | \| \| Coenocorypha – beccaccino (3 specie) \| \| \| \| \| \| Gallinago – beccaccino (18 specie) \| \| \| \| |
|  | |
|  | Coenocorypha – beccaccino (3 specie)                                                                        |
|  | |
|  | Gallinago – beccaccino (18 specie)                                                                          |
|  | |

|  | Coenocorypha – beccaccino (3 specie) |
|  |                                      |
|  | Gallinago – beccaccino (18 specie)   |
|  |                                      |

|  | Scolopax – beccaccia (8 specie)                                                                             |
|  | |
|  | \| \| Coenocorypha – beccaccino (3 specie) \| \| \| \| \| \| Gallinago – beccaccino (18 specie) \| \| \| \| |
|  | |
|  | Coenocorypha – beccaccino (3 specie)                                                                        |
|  | |
|  | Gallinago – beccaccino (18 specie)                                                                          |
|  | |

|  | Coenocorypha – beccaccino (3 specie) |
|  |                                      |
|  | Gallinago – beccaccino (18 specie)   |
|  |                                      |

|  | Xenus – piro-piro di Terek       |
|  |                                  |
|  | Phalaropus – folaropo (3 specie) |
|  |                                  |

|  | Actitis – (2 specie) |
|  |                      |
|  | Tringa – (13 specie) |
|  |                      |

|  | Xenus – piro-piro di Terek       |
|  |                                  |
|  | Phalaropus – folaropo (3 specie) |
|  |                                  |

|  | Actitis – (2 specie) |
|  |                      |
|  | Tringa – (13 specie) |
|  |                      |

|  | Bartramia – piro-piro codalunga |
|  |                                 |
|  | Numenius – chiurlo (9 specie)   |
|  |                                 |

|  | Arenaria – voltapietre (2 specie) |
|  |                                   |
|  | Calidris – piovanello (24 specie) |
|  |                                   |

|  | Scolopax – beccaccia (8 specie)                                                                             |
|  | |
|  | \| \| Coenocorypha – beccaccino (3 specie) \| \| \| \| \| \| Gallinago – beccaccino (18 specie) \| \| \| \| |
|  | |
|  | Coenocorypha – beccaccino (3 specie)                                                                        |
|  | |
|  | Gallinago – beccaccino (18 specie)                                                                          |
|  | |

|  | Coenocorypha – beccaccino (3 specie) |
|  |                                      |
|  | Gallinago – beccaccino (18 specie)   |
|  |                                      |

|  | Scolopax – beccaccia (8 specie)                                                                             |
|  | |
|  | \| \| Coenocorypha – beccaccino (3 specie) \| \| \| \| \| \| Gallinago – beccaccino (18 specie) \| \| \| \| |
|  | |
|  | Coenocorypha – beccaccino (3 specie)                                                                        |
|  | |
|  | Gallinago – beccaccino (18 specie)                                                                          |
|  | |

|  | Coenocorypha – beccaccino (3 specie) |
|  |                                      |
|  | Gallinago – beccaccino (18 specie)   |
|  |                                      |

|  | Xenus – piro-piro di Terek       |
|  |                                  |
|  | Phalaropus – folaropo (3 specie) |
|  |                                  |

|  | Actitis – (2 specie) |
|  |                      |
|  | Tringa – (13 specie) |
|  |                      |

|  | Xenus – piro-piro di Terek       |
|  |                                  |
|  | Phalaropus – folaropo (3 specie) |
|  |                                  |

|  | Actitis – (2 specie) |
|  |                      |
|  | Tringa – (13 specie) |
|  |                      |

|  | Scolopax – beccaccia (8 specie)                                                                             |
|  | |
|  | \| \| Coenocorypha – beccaccino (3 specie) \| \| \| \| \| \| Gallinago – beccaccino (18 specie) \| \| \| \| |
|  | |
|  | Coenocorypha – beccaccino (3 specie)                                                                        |
|  | |
|  | Gallinago – beccaccino (18 specie)                                                                          |
|  | |

|  | Coenocorypha – beccaccino (3 specie) |
|  |                                      |
|  | Gallinago – beccaccino (18 specie)   |
|  |                                      |

|  | Scolopax – beccaccia (8 specie)                                                                             |
|  | |
|  | \| \| Coenocorypha – beccaccino (3 specie) \| \| \| \| \| \| Gallinago – beccaccino (18 specie) \| \| \| \| |
|  | |
|  | Coenocorypha – beccaccino (3 specie)                                                                        |
|  | |
|  | Gallinago – beccaccino (18 specie)                                                                          |
|  | |

|  | Coenocorypha – beccaccino (3 specie) |
|  |                                      |
|  | Gallinago – beccaccino (18 specie)   |
|  |                                      |

|  | Xenus – piro-piro di Terek       |
|  |                                  |
|  | Phalaropus – folaropo (3 specie) |
|  |                                  |

|  | Actitis – (2 specie) |
|  |                      |
|  | Tringa – (13 specie) |
|  |                      |

|  | Xenus – piro-piro di Terek       |
|  |                                  |
|  | Phalaropus – folaropo (3 specie) |
|  |                                  |

|  | Actitis – (2 specie) |
|  |                      |
|  | Tringa – (13 specie) |
|  |                      |

|  | Arenaria – voltapietre (2 specie) |
|  |                                   |
|  | Calidris – piovanello (24 specie) |
|  |                                   |

|  | Scolopax – beccaccia (8 specie)                                                                             |
|  | |
|  | \| \| Coenocorypha – beccaccino (3 specie) \| \| \| \| \| \| Gallinago – beccaccino (18 specie) \| \| \| \| |
|  | |
|  | Coenocorypha – beccaccino (3 specie)                                                                        |
|  | |
|  | Gallinago – beccaccino (18 specie)                                                                          |
|  | |

|  | Coenocorypha – beccaccino (3 specie) |
|  |                                      |
|  | Gallinago – beccaccino (18 specie)   |
|  |                                      |

|  | Scolopax – beccaccia (8 specie)                                                                             |
|  | |
|  | \| \| Coenocorypha – beccaccino (3 specie) \| \| \| \| \| \| Gallinago – beccaccino (18 specie) \| \| \| \| |
|  | |
|  | Coenocorypha – beccaccino (3 specie)                                                                        |
|  | |
|  | Gallinago – beccaccino (18 specie)                                                                          |
|  | |

|  | Coenocorypha – beccaccino (3 specie) |
|  |                                      |
|  | Gallinago – beccaccino (18 specie)   |
|  |                                      |

|  | Xenus – piro-piro di Terek       |
|  |                                  |
|  | Phalaropus – folaropo (3 specie) |
|  |                                  |

|  | Actitis – (2 specie) |
|  |                      |
|  | Tringa – (13 specie) |
|  |                      |

|  | Xenus – piro-piro di Terek       |
|  |                                  |
|  | Phalaropus – folaropo (3 specie) |
|  |                                  |

|  | Actitis – (2 specie) |
|  |                      |
|  | Tringa – (13 specie) |
|  |                      |

|  | Scolopax – beccaccia (8 specie)                                                                             |
|  | |
|  | \| \| Coenocorypha – beccaccino (3 specie) \| \| \| \| \| \| Gallinago – beccaccino (18 specie) \| \| \| \| |
|  | |
|  | Coenocorypha – beccaccino (3 specie)                                                                        |
|  | |
|  | Gallinago – beccaccino (18 specie)                                                                          |
|  | |

|  | Coenocorypha – beccaccino (3 specie) |
|  |                                      |
|  | Gallinago – beccaccino (18 specie)   |
|  |                                      |

|  | Scolopax – beccaccia (8 specie)                                                                             |
|  | |
|  | \| \| Coenocorypha – beccaccino (3 specie) \| \| \| \| \| \| Gallinago – beccaccino (18 specie) \| \| \| \| |
|  | |
|  | Coenocorypha – beccaccino (3 specie)                                                                        |
|  | |
|  | Gallinago – beccaccino (18 specie)                                                                          |
|  | |

|  | Coenocorypha – beccaccino (3 specie) |
|  |                                      |
|  | Gallinago – beccaccino (18 specie)   |
|  |                                      |

|  | Xenus – piro-piro di Terek       |
|  |                                  |
|  | Phalaropus – folaropo (3 specie) |
|  |                                  |

|  | Actitis – (2 specie) |
|  |                      |
|  | Tringa – (13 specie) |
|  |                      |

|  | Xenus – piro-piro di Terek       |
|  |                                  |
|  | Phalaropus – folaropo (3 specie) |
|  |                                  |

|  | Actitis – (2 specie) |
|  |                      |
|  | Tringa – (13 specie) |
|  |                      |

|  | Arenaria – voltapietre (2 specie) |
|  |                                   |
|  | Calidris – piovanello (24 specie) |
|  |                                   |

|  | Scolopax – beccaccia (8 specie)                                                                             |
|  | |
|  | \| \| Coenocorypha – beccaccino (3 specie) \| \| \| \| \| \| Gallinago – beccaccino (18 specie) \| \| \| \| |
|  | |
|  | Coenocorypha – beccaccino (3 specie)                                                                        |
|  | |
|  | Gallinago – beccaccino (18 specie)                                                                          |
|  | |

|  | Coenocorypha – beccaccino (3 specie) |
|  |                                      |
|  | Gallinago – beccaccino (18 specie)   |
|  |                                      |

|  | Scolopax – beccaccia (8 specie)                                                                             |
|  | |
|  | \| \| Coenocorypha – beccaccino (3 specie) \| \| \| \| \| \| Gallinago – beccaccino (18 specie) \| \| \| \| |
|  | |
|  | Coenocorypha – beccaccino (3 specie)                                                                        |
|  | |
|  | Gallinago – beccaccino (18 specie)                                                                          |
|  | |

|  | Coenocorypha – beccaccino (3 specie) |
|  |                                      |
|  | Gallinago – beccaccino (18 specie)   |
|  |                                      |

|  | Xenus – piro-piro di Terek       |
|  |                                  |
|  | Phalaropus – folaropo (3 specie) |
|  |                                  |

|  | Actitis – (2 specie) |
|  |                      |
|  | Tringa – (13 specie) |
|  |                      |

|  | Xenus – piro-piro di Terek       |
|  |                                  |
|  | Phalaropus – folaropo (3 specie) |
|  |                                  |

|  | Actitis – (2 specie) |
|  |                      |
|  | Tringa – (13 specie) |
|  |                      |

|  | Scolopax – beccaccia (8 specie)                                                                             |
|  | |
|  | \| \| Coenocorypha – beccaccino (3 specie) \| \| \| \| \| \| Gallinago – beccaccino (18 specie) \| \| \| \| |
|  | |
|  | Coenocorypha – beccaccino (3 specie)                                                                        |
|  | |
|  | Gallinago – beccaccino (18 specie)                                                                          |
|  | |

|  | Coenocorypha – beccaccino (3 specie) |
|  |                                      |
|  | Gallinago – beccaccino (18 specie)   |
|  |                                      |

|  | Scolopax – beccaccia (8 specie)                                                                             |
|  | |
|  | \| \| Coenocorypha – beccaccino (3 specie) \| \| \| \| \| \| Gallinago – beccaccino (18 specie) \| \| \| \| |
|  | |
|  | Coenocorypha – beccaccino (3 specie)                                                                        |
|  | |
|  | Gallinago – beccaccino (18 specie)                                                                          |
|  | |

|  | Coenocorypha – beccaccino (3 specie) |
|  |                                      |
|  | Gallinago – beccaccino (18 specie)   |
|  |                                      |

|  | Xenus – piro-piro di Terek       |
|  |                                  |
|  | Phalaropus – folaropo (3 specie) |
|  |                                  |

|  | Actitis – (2 specie) |
|  |                      |
|  | Tringa – (13 specie) |
|  |                      |

|  | Xenus – piro-piro di Terek       |
|  |                                  |
|  | Phalaropus – folaropo (3 specie) |
|  |                                  |

|  | Actitis – (2 specie) |
|  |                      |
|  | Tringa – (13 specie) |
|  |                      |

|  | Arenaria – voltapietre (2 specie) |
|  |                                   |
|  | Calidris – piovanello (24 specie) |
|  |                                   |

|  | Scolopax – beccaccia (8 specie)                                                                             |
|  | |
|  | \| \| Coenocorypha – beccaccino (3 specie) \| \| \| \| \| \| Gallinago – beccaccino (18 specie) \| \| \| \| |
|  | |
|  | Coenocorypha – beccaccino (3 specie)                                                                        |
|  | |
|  | Gallinago – beccaccino (18 specie)                                                                          |
|  | |

|  | Coenocorypha – beccaccino (3 specie) |
|  |                                      |
|  | Gallinago – beccaccino (18 specie)   |
|  |                                      |

|  | Scolopax – beccaccia (8 specie)                                                                             |
|  | |
|  | \| \| Coenocorypha – beccaccino (3 specie) \| \| \| \| \| \| Gallinago – beccaccino (18 specie) \| \| \| \| |
|  | |
|  | Coenocorypha – beccaccino (3 specie)                                                                        |
|  | |
|  | Gallinago – beccaccino (18 specie)                                                                          |
|  | |

|  | Coenocorypha – beccaccino (3 specie) |
|  |                                      |
|  | Gallinago – beccaccino (18 specie)   |
|  |                                      |

|  | Xenus – piro-piro di Terek       |
|  |                                  |
|  | Phalaropus – folaropo (3 specie) |
|  |                                  |

|  | Actitis – (2 specie) |
|  |                      |
|  | Tringa – (13 specie) |
|  |                      |

|  | Xenus – piro-piro di Terek       |
|  |                                  |
|  | Phalaropus – folaropo (3 specie) |
|  |                                  |

|  | Actitis – (2 specie) |
|  |                      |
|  | Tringa – (13 specie) |
|  |                      |

|  | Scolopax – beccaccia (8 specie)                                                                             |
|  | |
|  | \| \| Coenocorypha – beccaccino (3 specie) \| \| \| \| \| \| Gallinago – beccaccino (18 specie) \| \| \| \| |
|  | |
|  | Coenocorypha – beccaccino (3 specie)                                                                        |
|  | |
|  | Gallinago – beccaccino (18 specie)                                                                          |
|  | |

|  | Coenocorypha – beccaccino (3 specie) |
|  |                                      |
|  | Gallinago – beccaccino (18 specie)   |
|  |                                      |

|  | Scolopax – beccaccia (8 specie)                                                                             |
|  | |
|  | \| \| Coenocorypha – beccaccino (3 specie) \| \| \| \| \| \| Gallinago – beccaccino (18 specie) \| \| \| \| |
|  | |
|  | Coenocorypha – beccaccino (3 specie)                                                                        |
|  | |
|  | Gallinago – beccaccino (18 specie)                                                                          |
|  | |

|  | Coenocorypha – beccaccino (3 specie) |
|  |                                      |
|  | Gallinago – beccaccino (18 specie)   |
|  |                                      |

|  | Xenus – piro-piro di Terek       |
|  |                                  |
|  | Phalaropus – folaropo (3 specie) |
|  |                                  |

|  | Actitis – (2 specie) |
|  |                      |
|  | Tringa – (13 specie) |
|  |                      |

|  | Xenus – piro-piro di Terek       |
|  |                                  |
|  | Phalaropus – folaropo (3 specie) |
|  |                                  |

|  | Actitis – (2 specie) |
|  |                      |
|  | Tringa – (13 specie) |
|  |                      |

Secondo il Congresso ornitologico internazionale (IOC 2019), la classificazione è la seguente:
- Genere Bartramia R.Lesson, 1831
  - Bartramia longicauda (Bechstein, 1812) - piro piro codalunga
- Genere Numenius Brisson, 1760 - chiurlo
  - Numenius tahitiensis (Gmelin, 1789) - chiurlo di Tahiti
  - Numenius phaeopus (Linnaeus, 1758) - chiurlo piccolo
  - Numenius minutus Gould, 1841 - chiurlo minore
  - Numenius borealis (J.R.Forster, 1772) - chiurlo boreale
  - Numenius americanus Bechstein, 1812 - chiurlo americano
  - Numenius madagascariensis (Linnaeus, 1766) - chiurlo orientale
  - Numenius tenuirostris Vieillot, 1817 - chiurlottello
  - Numenius arquata (Linnaeus, 1758) - chiurlo maggiore
- Genere Limosa Brisson, 1760 - pittima
  - Limosa lapponica (Linnaeus, 1758) - pittima minore
  - Limosa limosa (Linnaeus, 1758) - pittima reale
  - Limosa haemastica (Linnaeus, 1758) - pittima dell'Hudson
  - Limosa fedoa (Linnaeus, 1758) - pittima marmoreggiata
- Genere Arenaria Brisson, 1760 - voltapietre
  - Arenaria interpres  (Linnaeus, 1758) - voltapietre
  - Arenaria melanocephala  (Vigors, 1829) - voltapietre testanera
- Genere Prosobonia Bonaparte, 1850
  - Prosobonia parvirostris (Peale, 1848) - piro-piro delle Tuamotu
  - †Prosobonia cancellata (J.F.Gmelin, 1789) - piro-piro di Christmas
  - †Prosobonia leucoptera (J.F.Gmelin, 1789) - piro-piro di Tahiti
  - †Prosobonia ellisi Sharpe, 1906 - piro-piro di Ellis
- Genere Calidris Merrem, 1804 - piovanello/gambecchio
  - Calidris tenuirostris (Horsfield, 1821) - piovanello beccosottile
  - Calidris canutus (Linnaeus, 1758) - piovanello maggiore
  - Calidris virgata (J.F.Gmelin, 1789) - piro-piro striato (già Aphriza virgata Gmelin, 1789)
  - Calidris pugnax (Linnaeus, 1758) - combattente (già Philomachus pugnax (Linnaeus, 1758))
  - Calidris falcinellus (Pontoppidan, 1763) - gambecchio frullino (già Limicola falcinellus Pontoppidan, 1763)
  - Calidris acuminata (Horsfield, 1821) - piro-piro siberiano
  - Calidris himantopus (Bonaparte, 1826) - piro-piro zampelunghe
  - Calidris ferruginea(Pontoppidan, 1763) - piovanello
  - Calidris temminckii (Leisler, 1812) - gambecchio nano
  - Calidris subminuta (Middendorff, 1853) - gambecchio minore
  - Calidris pygmaea (Linnaeus, 1758) - gambecchio becco a spatola (già Eurynorhynchus pygmeus (Linnaeus, 1758))
  - Calidris ruficollis (Pallas, 1776) - gambecchio collorosso
  - Calidris alba (Pallas, 1764) - piovanello tridattilo
  - Calidris alpina (Linnaeus, 1758) - piovanello pancianera
  - Calidris ptilocnemis (Coues, 1873) - piovanello delle rocce
  - Calidris maritima(Brünnich, 1764) - piovanello violetto
  - Calidris bairdii (Coues, 1861) - gambecchio di Baird
  - Calidris minuta (Leisler, 1812) - gambecchio comune
  - Calidris minutilla (Vieillot, 1819) - piro-piro americano
  - Calidris fuscicollis (Vieillot, 1819) - piro-piro dorsobianco
  - Calidris subruficollis (Vieillot, 1819) - piro-piro fulvo (già Tryngites subruficollis Vieillot, 1819)
  - Calidris melanotos (Vieillot, 1819) - piro-piro pettorale
  - Calidris pusilla  (Linnaeus, 1766) - piro-piro semipalmato
  - Calidris mauri (Cabanis, 1857) - piro-piro occidentale
- Genere Limnodromus Wied-Neuwied, 1833 - piro-piro pettorossiccio
  - Limnodromus semipalmatus  (Blyth, 1848) - piro-piro pettorossiccio asiatico
  - Limnodromus scolopaceus  (Say, 1822) -  piro-piro pettorossiccio maggiore
  - Limnodromus griseus (J.F.Gmelin, 1789) - piro-piro pettorossiccio minore
- Genere Scolopax Linnaeus, 1758 - beccaccia
  - Scolopax rusticola Linnaeus, 1758 - beccaccia eurasiatica
  - Scolopax mira Hartert, 1921 - beccaccia di Amami-Oshima
  - Scolopax saturata Horsfield, 1821 - beccaccia delle Indie Orientali
  - Scolopax rosenbergii Schlegel, 1871 - beccaccia della Nuova Guinea
  - Scolopax bukidnonensis Kennedy, Fisher, Harrap, Diesmos & Manamtam, 2001 - beccaccia di Bukidnon
  - Scolopax celebensis Riley, 1921 - beccaccia di Sulawesi
  - Scolopax rochussenii Schlegel, 1866 - beccaccia dell'Isola di Obi
  - Scolopax minor Gmelin, 1789 - beccaccia americana
- Genere Coenocorypha Gray, 1855
  - Coenocorypha pusilla (Buller, 1869) - beccaccino delle Chatam
  - † Coenocorypha barrierensis Oliver, 1955 - beccaccino dell'isola del Nord
  - † Coenocorypha iredalei Rothschild, 1921 - beccaccino dell'isola del Sud
  - Coenocorypha huegeli Tristram, 1893) - beccaccino delle Snares
  - Coenocorypha aucklandica (Gray, 1845) - beccaccino subantartico
- Genere Lymnocryptes Boie, 1826 - frullino
  - Lymnocryptes minimus (Brünnich, 1764) - frullino
- Genere Gallinago Boie, 1826 - beccaccino
  - Gallinago solitaria Hodgson, 1831 - beccaccino solitario
  - Gallinago hardwickii (J.E.Gray, 1831) - beccaccino giapponese
  - Gallinago nemoricola Hodgson, 1836 - beccaccino dei boschi
  - Gallinago stenura (Bonaparte, 1831) - beccaccino strenuo
  - Gallinago megala Swinhoe, 1861 - beccaccino di Swinhoe
  - Gallinago nigripennis Bonaparte, 1839 - beccaccino africano
  - Gallinago macrodactyla Bonaparte, 1839 - beccaccino del Madagascar
  - Gallinago media (Latham, 1787) - croccolone
  - Gallinago gallinago (Linnaeus, 1758) - beccaccino
  - Gallinago delicata (Ord, 1825) - beccaccino di Wilson
  - Gallinago paraguaiae  (Vieillot, 1816) - beccacino del Paraguay
  - Gallinago andina Taczanowski, 1875 - beccaccino della puna
  - Gallinago nobilis P.L.Sclater, 1856 - beccaccino nobile
  - Gallinago undulata (Boddaert, 1783) - beccaccino gigante
  - Gallinago stricklandi  (G.R.Gray, 1845) - beccacino di Strickland
  - Gallinago jamesoni  (Jardine & Bonaparte, 1855) - beccacino di Jameson
  - Gallinago imperialis P.L.Sclater & Salvin, 1869 - beccaccino imperiale
- Genere Xenus Kaup, 1829
  - Xenus cinereus Güldenstädt, 1829 - piro-piro del Terek
- Genere Phalaropus Brisson, 1760 - folaropo
  - Phalaropus tricolor  (Vieillot, 1819) - falaropo di Wilson
  - Phalaropus lobatus  (Linnaeus, 1758) - falaropo beccosottile
  - Phalaropus fulicarius  (Linnaeus, 1758) - falaropo beccolargo
- Genere Actitis Illiger, 1811
  - Actitis hypoleucos (Linnaeus, 1758) - piro-piro piccolo
  - Actitis macularius (Linnaeus, 1766) - piro-piro macchiato
- Genere Tringa Linnaeus, 1758
  - Tringa ochropus Linnaeus, 1758 - piro-piro culbianco
  - Tringa solitaria A.Wilson, 1813 - piro-piro solitario
  - Tringa incana (J.F.Gmelin, 1789) - piro-piro vagabondo
  - Tringa brevipes (Vieillot, 1816) - piro-piro asiatico
  - Tringa flavipes (J.F.Gmelin, 1789) - totano zampegialle minore
  - Tringa semipalmata (J.F.Gmelin, 1789) - totano semipalmato
  - Tringa totanus (Linnaeus, 1758) - pettegola
  - Tringa stagnatilis (Bechstein, 1803) - albastrello
  - Tringa glareola Linnaeus, 1758 - piro-piro boschereccio
  - Tringa erythropus (Pallas, 1764) - totano moro
  - Tringa nebularia (Gunnerus, 1767) - pantana comune
  - Tringa guttifer (Nordmann, 1835) - pantana macchiata
  - Tringa melanoleuca (J.F.Gmelin, 1789) - totano zampegialle maggiore

## Distribuzione
In Europa la famiglia degli scolopacidi è rappresentata dai generi Calidris (piovanelli e piccoli piro-piro), Limicola, Tryngites, Philomachus, Lymnocryptes, Gallinago, Limnodromus, Scolopax, Limosa (pittime), Numenius (chiurli), Bartramia, Tringa (piro piro, totani e pettegole), Xenus, Actitis, Arenaria e Phalaropus (falaropi).

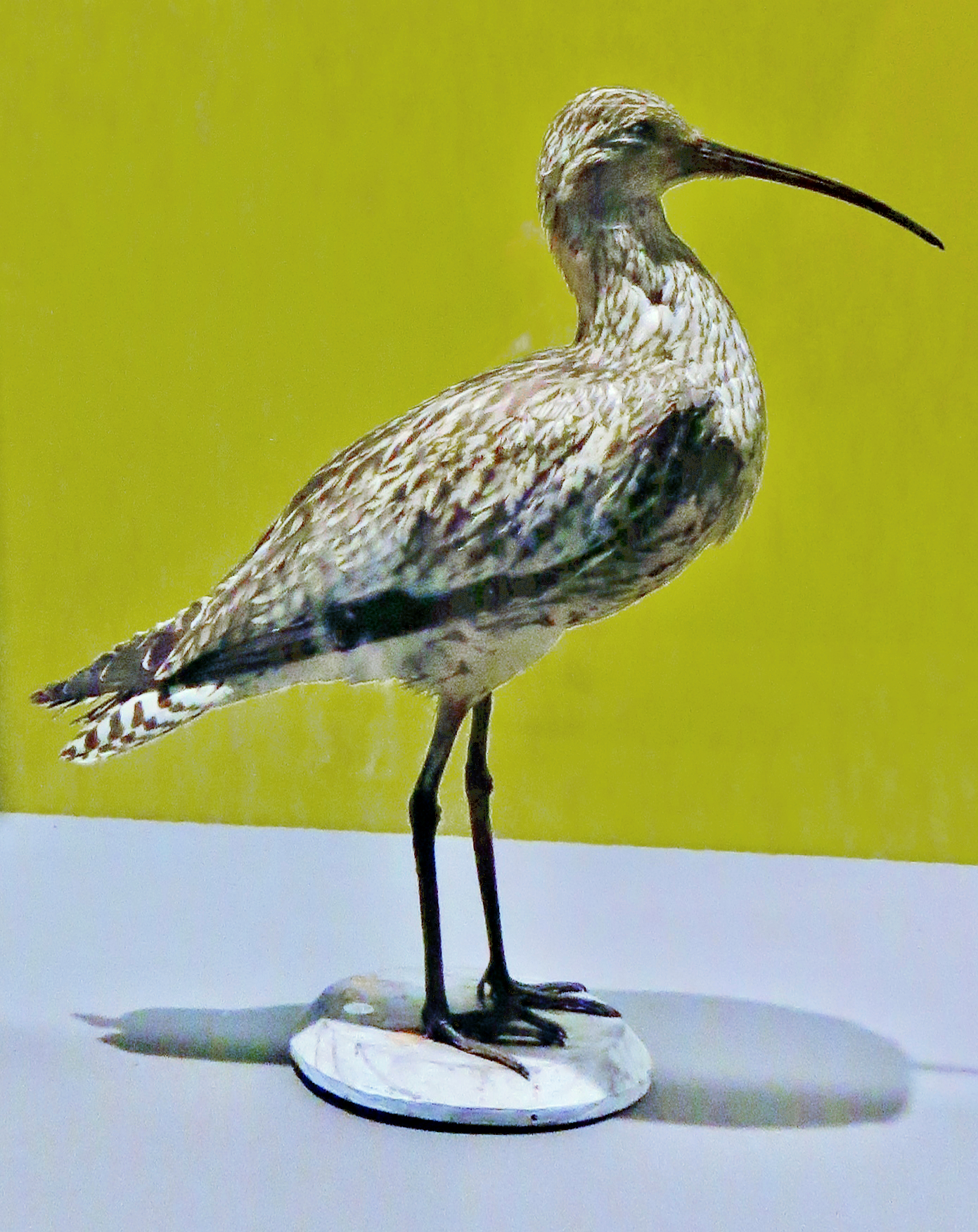
Esemplare di chiurlottello esposto al MUSE di Trento

Le specie presenti in Europa sono:
- Actitis hypoleucos - Piro-piro piccolo
- Actitis macularia - Piro-piro macchiato
- Arenaria interpres - Voltapietre
- Bartramia longicauda - Piro-piro codalunga
- Calidris canutus - Piovanello maggiore
- Calidris alba - Piovanello tridattilo
- Calidris minuta - Gambecchio
- Calidris minutilla - Gambecchio americano
- Calidris pusilla - Piovanello semipalmato
- Calidris temminckii - Gambecchio nano
- Calidris fuscicollis - Piro-piro dorsobianco
- Calidris bairdii -  Gambecchio di Baird
- Calidris melanotos - Piro-piro pettorale
- Calidris acuminata -  Piro-piro siberiano
- Calidris ferruginea - Piovanello
- Calidris maritima -  Piovanello violetto
- Calidris alpina - Piovanello pancianera
- Limicola falcinellus - Gambecchio frullino
- Philomachus pugnax - Combattente
- Lymnocryptes minimus - Frullino
- Gallinago gallinago - Beccaccino
- Gallinago media - Croccolone
- Limnodromus scolopaceus - Piro-piro pettorossiccio
- Scolopax rusticola - Beccaccia
- Limosa limosa - Pittima reale
- Limosa lapponica - Pittima minore
- Numenius phaeopus - Chiurlo piccolo
- Numenius tenuirostris - Chiurlottello
- Numenius arquata - Chiurlo
- Phalaropus tricolor - Falaropo di Wilson
- Phalaropus lobatus - Falaropo beccosottile
- Phalaropus fulicarius - Falaropo beccolargo
- Tringa erythropus - Totano moro
- Tringa totanus - Pettegola
- Tringa stagnatilis - Albastrello
- Tringa nebularia - Pantana
- Tringa melanoleuca - Totano zampegialle maggiore
- Tringa flavipes - Totano zampegialle minore
- Tringa solitaria - Piro-piro solitario
- Tringa ochropus - Piro-piro culbianco
- Tringa glareola - Piro-piro boschereccio
- Tryngites subruficollis - Piro-piro fulvo
- Xenus cinereus - Piro-piro terek